# Soccavo
Soccavo (in napoletano Succàvo) è un quartiere di Napoli situato nell'area occidentale della città, ai piedi del versante meridionale della collina dei Camaldoli e dei Campi Flegrei. Costituisce, insieme al quartiere Pianura, la Municipalità 9 di Napoli. Al 2011, aveva una popolazione di 45 314 abitanti.
Soccavo fu prima comune autonomo dal 1806; solo successivamente fu aggregato al comune di Napoli, col regio decreto-legge del 3 giugno 1926, diventando da allora un quartiere cittadino.
Confina a nord-est con il quartiere Arenella (via Pigna), a sud-est con il Vomero (via S. Domenico), a sud con Fuorigrotta (via Fosso S. Stefano, via Adige, via Arno, via Ernesto Ricci, via Giustiniano, via Cassiodoro, via Tertulliano, via Vicinale Cupa Cintia, via Ventilabro) e ad ovest con Pianura (via provinciale Montagna Spaccata).

## Etimologia
"Soccavo", dal latino "sub cava" ("sotto la cava"). Il nome fu dato in epoca anteriore all'XI secolo, quando se ne ha la prima testimonianza documentale, e fa riferimento alle numerose cave di tufo e piperno costruite dai Romani.

## Geografia fisica
Il quartiere di Soccavo fa parte della zona periferica occidentale del comune di Napoli, appena a nord di Fuorigrotta: rispetto al centro storico della città, infatti, Soccavo si trova oltre la cresta di natura collinare formata dalla congiunzione dei rilievi di Posillipo e del Vomero. In tale area sono situati i quartieri napoletani che ricadono entro i margini orientali dei Campi Flegrei.
Il territorio di Soccavo è costituito dalla valle pianeggiante che si estende ai piedi della collina dei Camaldoli (che ne determina il confine settentrionale), delimitata a sud dal quartiere Fuorigrotta, a est dal quartiere Vomero, a ovest dal quartiere Pianura e dai colli di Agnano (monte Sant'Angelo) e a nord dal quartiere Arenella (al cui interno è appunto compresa la collina dei Camaldoli).

## Storia

### Storia antica

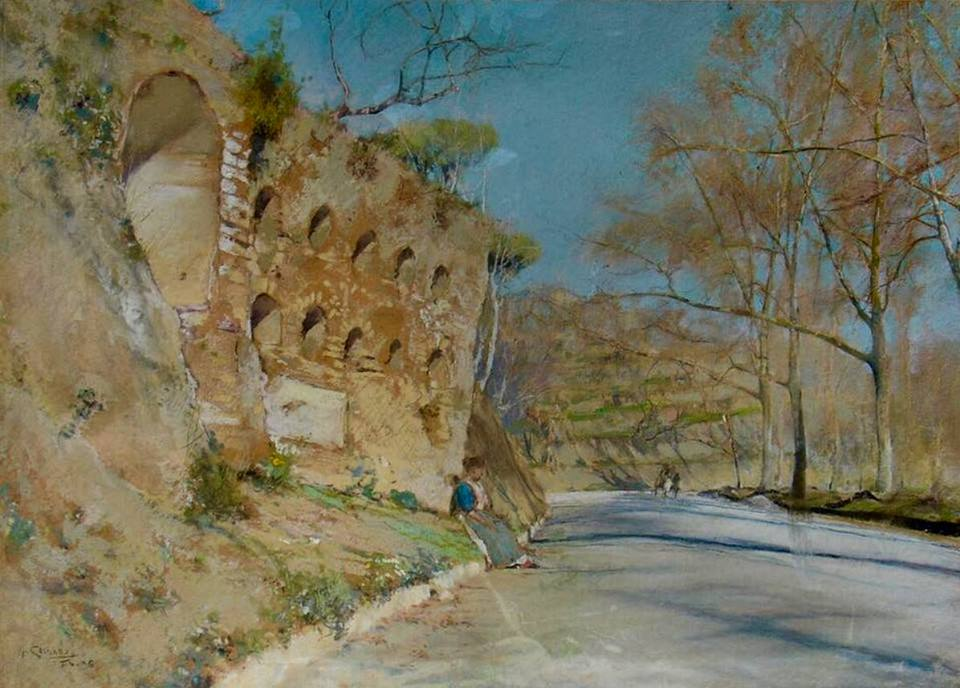
Giuseppe Casciaro, Columbarium di via Pigna (1886)

Non si dispone di dati sufficienti per poter ricostruire approfonditamente le modalità di frequentazione umana nell'area di Soccavo in età antica.
I primi reperti archeologici e le fonti più antiche risalgono ai tempi della colonizzazione greca dell'Italia meridionale. In questo periodo il territorio dove si estende l'odierna Soccavo era una zona decentrata rispetto alle colonie greche fondate nei Campi Flegrei: era situato infatti in una posizione intermedia tra le poleis di Dicearchia (Pozzuoli) e Neapolis (Napoli). L'area di Soccavo rientrava proprio nel territorio rurale (in greco "kora") di Neapolis (questa zona agricola si estendeva fino alla contigua conca di Agnano fin dal IV secolo a.C.).
La nuova potenza emergente di Roma, intuendo le potenzialità di Neapolis e del suo porto, manifestò le sue mire espansionistiche per sottrarre la città all'influenza greca, cumana e sannita e nel IV secolo a.C. fu conquistata dai romani.
Soccavo ha fatto parte del territorio agricolo di pertinenza di Neapolis sia nella fase di occupazione greca che dopo la conquista romana.
Non è provato con certezza assoluta, ma è probabile che l'inizio dell'attività di estrazione del piperno nella zona di Soccavo dati all'età romana.
Ciò poté comportare una maggior frequentazione dell'area, testimoniata da alcune evidenze archeologiche che si riferiscono a edifici abitativi e case rustiche che sarebbero rimasti sepolti sotto profondi strati di terra in seguito alle ripetute inondazioni: non va dimenticato infatti che Soccavo si stende alle pendici della collina dei Camaldoli, sul fianco più franoso del rilievo.
A questo periodo risale il ceppo militare romano innalzato nella zona delle cave e ospitato al Museo Archeologico Nazionale di Napoli.

### Medioevo
In epoca incerta, probabilmente nella fase di decadenza del Tardo Antico o nel corso dell'Alto Medio Evo, la zona, così come le altre periferie occidentali neapolitane, passa dal punto di vista della cura di anime sotto l'influenza di Puteoli, l'attuale Pozzuoli. Ciò spiega anche perché Soccavo è parte della diocesi di Pozzuoli e non di quella di Napoli.
La sua ubicazione era ai margini della via collinare di collegamento tra le due città. Non abbiamo peraltro elementi per poter affermare con certezza che Soccavo sia in qualche epoca appartenuta a Pozzuoli anche sotto il profilo amministrativo, oltre che sotto quello religioso.
I primi documenti di età medioevale (il più antico è del 1030) mostrano come in quel periodo il territorio agricolo soccavese fosse sotto il controllo delle classi eminenti e agiate napoletane e non di quelle puteolane.
Non ha nessun fondamento storico la diceria secondo cui una guarnigione franca sarebbe stata presente a Soccavo tra il 786 e il 787, durante la presenza di Carlo Magno nel sud Italia. Del tutto diversa è l'origine del toponimo della Torre dei Franchi che prende il nome dai Di Franco, una famiglia che, a partire dalla fine del Quattrocento, gestì la principale cava di piperno di Soccavo.
Altre torri vi sorgono nel corso del Basso Medio Evo, quali la Torre di San Domenico (ricostruita ex novo nel XVII secolo) e la Torre della Lopa (probabilmente edificata nel XV secolo).

### Epoca moderna

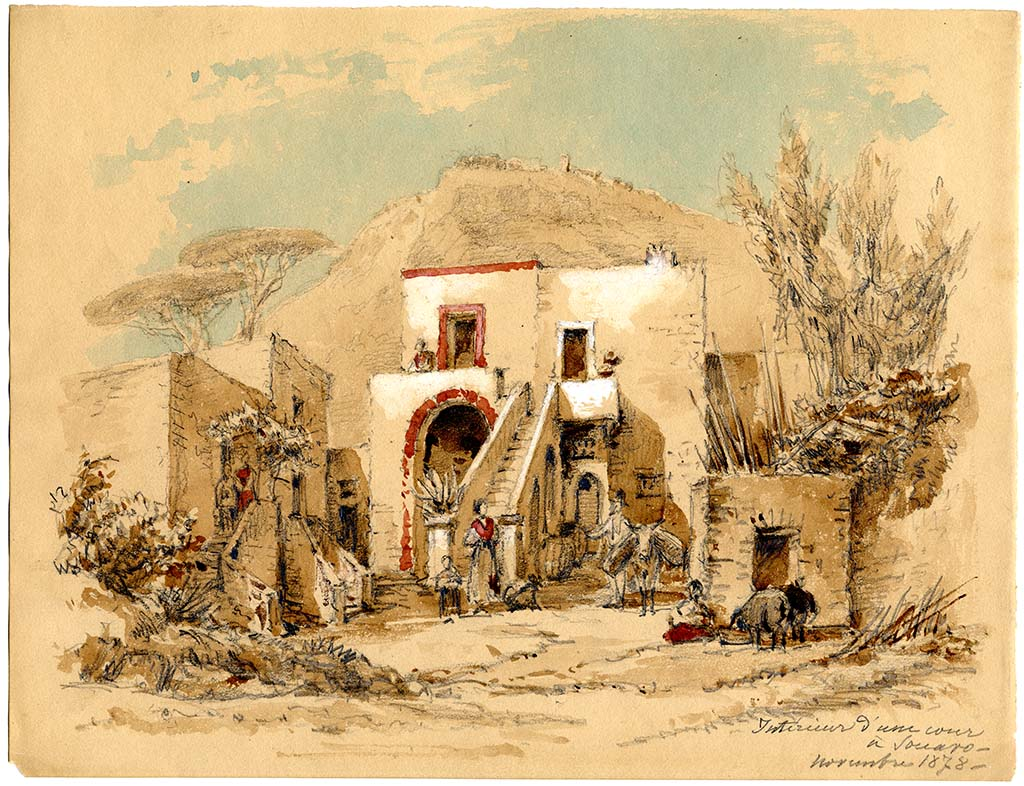
Casa a corte soccavese.

Soccavo diviene un casale, una zona cioè nell'orbita di Napoli estranea alla sua diretta amministrazione ma legata ad essa dal pagamento di tributi. Durante la dominazione aragonese la cava di Soccavo fornisce i materiali per l'edificazione della cinta muraria di Napoli e la zona si sviluppa intorno ai due assi storici: quello di via Bottazzi-via IV Novembre-via Risorgimento e quello di Verdolino alle pendici della collina.
In queste aree si edificano le prime dimore a corte, molte delle quali ancora esistenti nella loro pianta originaria. 
Secondo alcuni storici locali la popolazione sarebbe aumentata dopo la distruzione di Tripergole nel corso dell'eruzione che diede origine al Monte Nuovo (1538). A questo periodo risale l'edificazione - o forse la ristrutturazione - dell'antica chiesa dei Santi Pietro e Paolo.
La peste del 1656 ridusse gli abitanti da più di un migliaio a soli 300. Nel 1753 il re Carlo di Borbone fece realizzare, con i proventi delle tasse di Soccavo, un pozzo nella zona all'incrocio tra via Scherillo e via Montevergine, fissando anche una targa in ricordo. Nel XIX secolo Soccavo si espande e ottiene il rango di Comune.

### Storia contemporanea

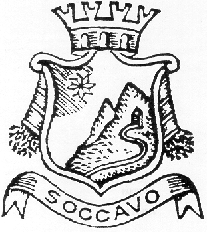
Stemma del Comune di Soccavo dal 1806 fino al 1926

L'edificio dell'amministrazione, ancora esistente anche se abbandonato, è situato di fianco alla chiesa dei SS. Pietro e Paolo, dove nel 1832 fu costruito il largo ancora presente e più tardi un secondo pozzo.
Giuseppe Bonaparte fece di Soccavo un Comune della provincia di Napoli, mentre nel 1926 il regime fascista aggrega Soccavo alla città di Napoli.

### Soccavo dopo il secondo dopoguerra
La costruzione della Ferrovia Circumflegrea permetterà un diretto collegamento al centro cittadino, mentre con l'ampliamento di Soccavo negli anni cinquanta e l'edificazione del Rione Traiano, del Complesso Soccavo-Canzanella, se pur tra mille polemiche dovute alle speculazioni edilizie, nasce una forte conurbazione con il confinante quartiere Fuorigrotta che al suo interno vede anch'esso nascere i popolosi Rione La Loggetta e Rione Lauro, che formano un tutt'uno con la parte meridionale di Soccavo.
Nel 1977 viene costruito il Centro Sportivo Paradiso, sede degli allenamenti del Napoli sino alla chiusura nel 2004.

## Dati amministrativi
La circoscrizione di Soccavo è parte insieme a quella di Pianura della nona municipalità di Napoli, amministrata dal centro-sinistra.
Gli uffici amministrativi e i servizi al pubblico sono ubicati in Piazza Giovanni XXIII. Il quartiere si estende per 5,11 chilometri quadrati.
La popolazione, in base al censimento del 2001, è di 48 000 abitanti.
Il tasso di disoccupazione è del 35%. Il 2% dei lavoratori è impiegato nel settore primario (agricoltura), il 23% nel settore secondario (industria), il 75% nel settore terziario (servizi).

## Strutture e servizi
Nel quartiere di Soccavo sono presenti cinque scuole materne, sei scuole elementari, sei scuole medie, quattro istituti superiori ed un complesso universitario.
Nell'area è presente una sede dell'ASL Napoli 1 ed una sede dei Carabinieri.
Dopo anni di costruzione, dovrebbe essere un fiore all'occhiello del quartiere il Centro Polifunzionale di Soccavo che dovrebbe ospitare palestre e campi sportivi e che in un prossimo futuro ospiterà una stazione della polizia, gallerie commerciali, una biblioteca (ubicata nel comune a Piazza Giovanni XIII), un cinema multisala, fast food e ristoranti.
Al confine con Fuorigrotta, in via Cintia, è presente il Centro Commerciale "Azzurro" (un tempo chiamato "San Paolo"), grande non quanto, però, il "Centro Commerciale Epomeo", che in realtà è l'unione di tutti gli esercizi commerciali di via dell'Epomeo, nuova direttrice chiave di Soccavo (la precedente era via Risorgimento, che seppur fondamentale corso stradale del quartiere, in seguito alla costruzione della zona moderna è diventata una direttrice secondaria).

## Trasporti e viabilità

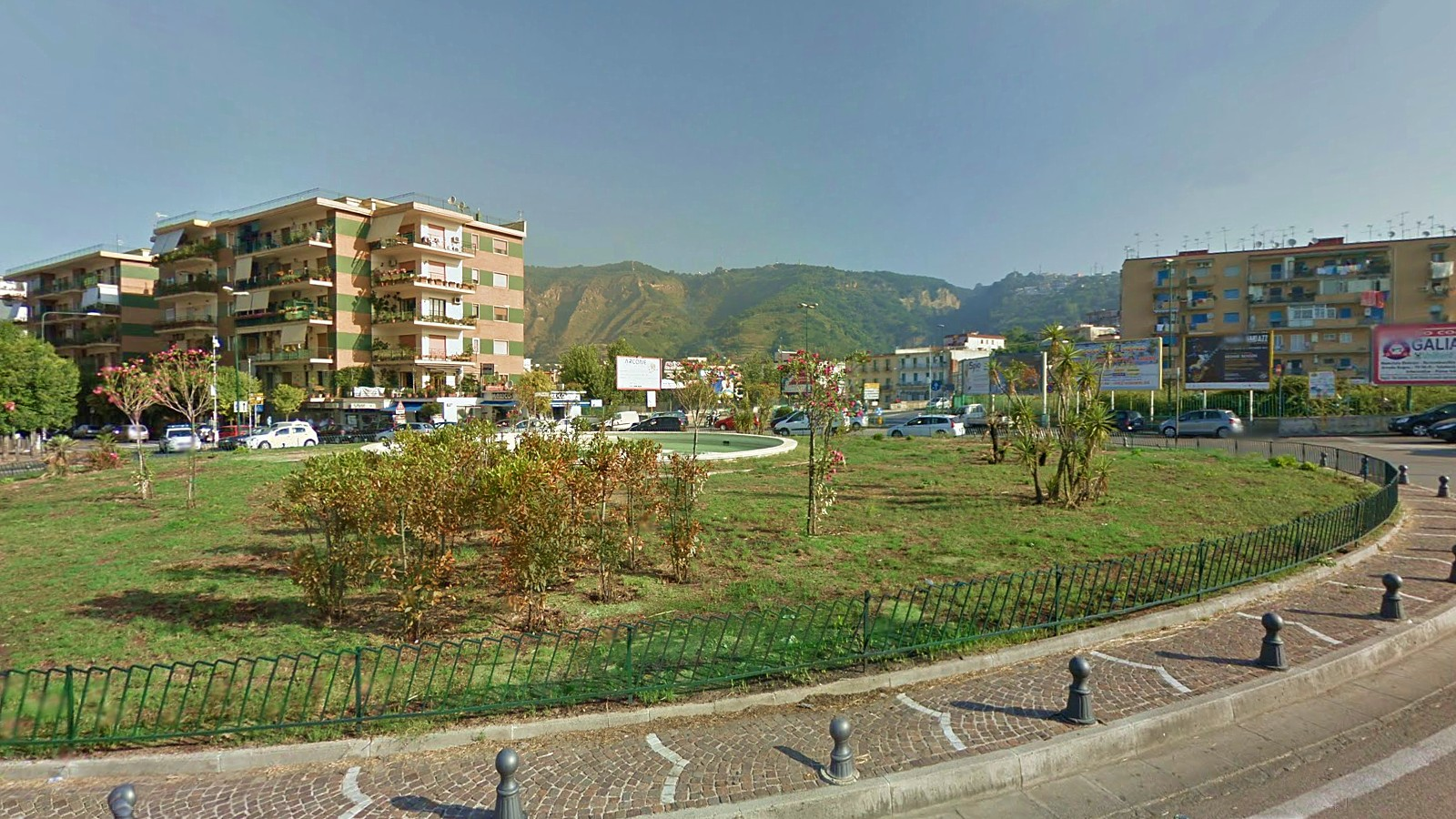
Rotonda San Domenico

Soccavo dispone di tre stazioni della ferrovia Circumflegrea, ovvero Traiano, Soccavo e Piave (quest'ultima precede senza altre fermate il capolinea di Montesanto, pieno centro storico della città); in futuro questa stazione sarà collegata alla linea 7 della metropolitana di Napoli.
Cinque linee di autobus la mettono in collegamento con i quartieri Vomero, Mergellina, Arenella, Chiaia, Fuorigrotta e Pianura.
Soccavo è collegata con la Tangenziale di Napoli tramite un raccordo che viene ufficialmente chiamato Asse Viario Pigna-Soccavo-Pianura, aperto ad aprile 1996. La Tangenziale cittadina ha inoltre due uscite, Vomero e Fuorigrotta, che in realtà ricadono proprio all'interno dei confini di Soccavo pur avendo le denominazioni dei due quartieri confinanti.

## Monumenti e luoghi d'interesse
- Colombarium
- Croce di Piperno
- Ospizio dei Camaldolesi
- Masseria dei Domenicani
- Cimitero di Soccavo
- Chiesa dei Santi Pietro e Paolo
- Chiesa di Santa Maria delle Grazie
- Chiesa di Santa Maria di Montevergine
- Chiesa neogotica nei pressi di via Risorgimento (chiusa)
- Oratorio della Congrega di San Francesco